# توماس بیلی
توماس بیلی (انگلیسی: Thomas H. Bailey؛ زادهٔ ۱۹۳۶) سرمایه‌گذار اهل ایالات متحده آمریکا است، که در سال ۱۹۶۹ گروه جانوس کپیتال را تأسیس کرد.